# Lovelorn
Lovelorn è il primo album in studio del gruppo musicale symphonic metal tedesco-norvegese Leaves' Eyes, pubblicato nel 2004.

## Tracce
Testi di Liv Kristine, musiche di Alexander Krull, Chris Lukhaup, Thorsten Bauer, Mathias Röderer e Martin Schmidt.
1. Norwegian Lovesong – 3:43
2. Tale of the Sea Maid – 3:48
3. Ocean's Way – 3:32
4. Lovelorn – 4:11
5. The Dream – 4:59
6. Secret – 4:31
7. For Amelie – 3:38
8. Temptation – 3:44
9. Into Your Light – 5:33
10. Return to Life – 4:07

## Formazione
Gruppo
- Liv Kristine Espenæs Krull - voce, tastiere
- Alexander Krull - grunt, tastiere
- Thorsten Bauer - chitarre, tastiere
- Mathias Röderer - chitarre, tastiere
- Christopher Lukhaup - basso, tastiere
- Martin Schmidt - batteria, percussioni, tastiere

Ospiti
- Carmen Elise Espenæs - cori
- Timon Birkhofer - piano, violoncello